# Чхве У Сік
Чхве У Сік (кор. 최우식, нар. 26 березня 1990, Сеул, Південна Корея) — південнокорейський актор, відомий ролями у фільмах «Потяг до Пусана» (2016) та «Паразити» (2019).

## Біографія
Чхве У Сік народився 26 березня 1990 року в столиці Республіки Корея місті Сеул. Коли він навчався в школі його родина вирішила емігрувати до Канади, де він продовжив своє навчання. Закінчивши школу він вирішив повернутися на батьківщину щоб спробувати стати актором. Пройшовши відбір, у 2011 році він дебютував на телебаченні зігравши другорядну роль в історично-комедійному серіалі «Дуєт». Першою головною роллю в кар'єрі У Сіка стала роль в фільмі «Звільни мене» 2014 року, яка принесла йому численні нагороди корейських кінопремій. У наступному році він зіграв головну роль в романтично-комедійному серіалі «Кохання Хо Гу». Впізнаваним за межами батьківщини, У Сіка зробила роль у відомому фільмі «Потяг до Пусана», в якому він зіграв члена бейсбольної команди на ім'я Йон Гук який опинився на потязі підчас зомбі-апокаліпсису. У 2018 році він зіграв злочинця в гостросюжетному містичному фільмі «Відьма: Частина перша. Підрив». У тому ж році актор розпочав зйомки в фільмі відомого режисера Пона Чжун Хо «Паразити», прем'єра якого відбулася навесні наступного року на Каннському кінофестивалі. Фільм отримав нагороди багатьох престижних кінопремій по всьому світу, це ще більше посприяло впізнаваємості актора за кордоном.

## Фільмографія

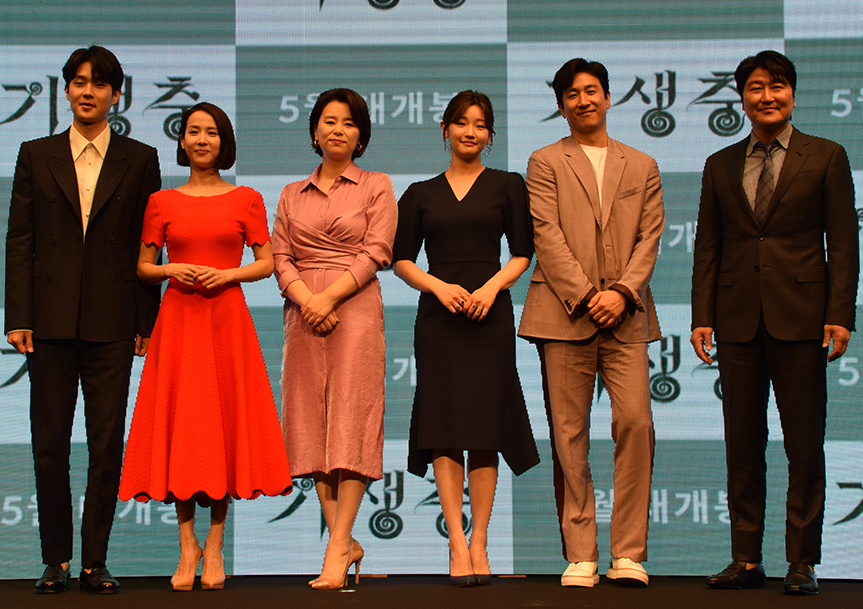
Чхве У Сік (перший зліва) разом з колегами по фільму «Паразити»

### Телевізійні серіали
| Рік       | Назва                                                          | Роль                           | Мережа        |
| --------- | -------------------------------------------------------------- | ------------------------------ | ------------- |
| 2011      | «Дует»                                                         | молодий Гві Дон                | MBC           |
| 2011      | «Життя в стилі»                                                | На Чу Ра                       | SBS           |
| 2011      | «Дерево з глибоким корінням»                                   | молодий Чан Кі Чжун / Га Рі Он | SBS           |
| 2011      | «Команда з особливих справ TEN»                                | Пак Мін Хо                     | OCN           |
| 2012      | «Принц з даху»                                                 | До Чхі Сан                     | SBS           |
| 2012      | «Родина»                                                       | Йоль У Бон                     | KBS2          |
| 2012      | «Винуватець серед друзів» (міська драма)                       | молодий До Хьон                | KBS2          |
| 2013      | «Команда з особливих справ TEN» (2 сезон)                      | Пак Мін Хо                     | OCN           |
| 2013      | «Хто ти?»                                                      | Хї Ку (камео, серії 10 та 12)  | tvN           |
| 2013      | «Головний слідчий: Врятуйте Ван Чо Хьона!» (фестивальна драма) | Бу Чун Сік                     | MBC           |
| 2014      | «Всі ви оточені»                                               | Чхве У Сік (камео, 4 серія)    | SBS           |
| 2014      | «Доля кохати тебе»                                             | Лі Йон                         | MBC           |
| 2014      | «Гордість і упередження»                                       | Лі Чан Вон                     | MBC           |
| 2014      | «Доктор Фрост»                                                 | Кім Чан Хун (камео, 8 серія)   | OCN           |
| 2015      | «Лицар мрій»                                                   | камео                          | Naver TV Cast |
| 2015      | «Кохання Хо Гу»                                                | Кан Хо Гу                      | tvN           |
| 2015      | «Мій фантастичний похорон»                                     | Пак Дон Су                     | SBS           |
| 2017      | «Боротьба за свій шлях»                                        | Пак Му Бін (камео, серії 1—7)  | KBS2          |
| 2017      | «Пакунок»                                                      | Кім Кьон Чже                   | jTBC          |
| 2017      | «Сусідський хлопчик»                                           | Пак Гю Те                      | Dingo Studios |
| 2021-2022 | «Наше улюблене літо»                                           | Чхве Ун / Ко О                 | SBS           |

### Фільми
| Рік  | Назва                                 | Роль                  |
| ---- | ------------------------------------- | --------------------- |
| 2011 | «Етюд, соло» (короткометражний фільм) |                       |
| 2012 | «Злочинне коло»                       | Чон Бон Йон           |
| 2013 | «Таємно, сильно»                      | Юн Ю Чжун             |
| 2014 | «Звільни мене»                        | Йон Чже               |
| 2014 | «Великий матч»                        | Гуру                  |
| 2015 | «У кімнаті» (сінгапурський фільм)     | Мін Чжун              |
| 2016 | «Потяг до Пусана»                     | Йон Гук               |
| 2017 | «Окча»                                | Кім У Сік             |
| 2018 | «Золотий сон»                         | Чу Хо (камео)         |
| 2018 | «Принцеса та сваха»                   | Нам Чі Хо             |
| 2018 | «Відьма: Частина перша. Підрив»       | дворянин              |
| 2018 | «Мульгве»                             | офіцер Хо             |
| 2019 | «Бутон троянди»                       | молодий Йон Сун Чхоль |
| 2019 | «Паразити»                            | Кім Кі Ву / Кевін     |
| 2019 | «Божественна лють»                    | отець Чхве (камео)    |
| 2020 | «Час полювання»                       | Кі Хун                |
| 2022 | «Поліцейський родовід»                | Чхве Мін Дже          |
| 2022 | «Країна Чудес»                        | Чо Чан Джа            |

## Нагороди
| Рік  | Нагорода                                       | Категорія                                  | Робота         | Результат | Примітки |
| ---- | ---------------------------------------------- | ------------------------------------------ | -------------- | --------- | -------- |
| 2014 | 19-й Пусанський міжнародний кінофестиваль      | Актор року                                 | «Звільни мене» | Перемога  | [ 7 ]    |
| 2015 | 10-та Премія Max Movie                         | Кращий новий актор                         | «Звільни мене» | Номінація |          |
| 2015 | 16-та Премія Пусанських кінокритиків           | Кращий новий актор                         | «Звільни мене» | Перемога  | [ 8 ]    |
| 2015 | 2-га Кінопремія Дика квітка                    | Кращий новий актор                         | «Звільни мене» | Перемога  | [ 9 ]    |
| 2015 | 24-та Кінопремія Буіль                         | Кращий новий актор                         | «Звільни мене» | Номінація |          |
| 2015 | 35-та Премія корейської асоціації кінокритиків | Кращий новий актор                         | «Звільни мене» | Перемога  | [ 10 ]   |
| 2015 | 36-та Кінопремія Блакитний дракон              | Кращий новий актор                         | «Звільни мене» | Перемога  | [ 11 ]   |
| 2015 | Премія корейської асоціації кіноакторів        | Популярний актор                           | «Звільни мене» | Перемога  | [ 12 ]   |
| 2016 | 11-та Премія Max Movie                         | Висхідна зірка                             | Н/Д            | Перемога  | [ 13 ]   |
| 2017 | 22-га Кінопремія Чунса                         | Спеціальна нагорода за популярність        | Н/Д            | Перемога  | [ 14 ]   |
| 2019 | 24-та Кінопремія Чунса                         | Кращий актор                               | «Паразити»     | Номінація | [ 15 ]   |
| 2019 | 28-ма Кінопремія Буіль                         | Кращий актор                               | «Паразити»     | Номінація |          |
| 2019 | 18-та Премія Перший корейський бренд           | Кращий кіноактор                           | Н/Д            | Перемога  | [ 16 ]   |
| 2020 | 25-та Премія Вибір критиків                    | Найкращий акторський ансамбль              | «Паразити»     | Номінація | [ 17 ]   |
| 2020 | 26-та Премія Гільдії кіноакторів               | Найкращий акторський склад в ігровому кіно | «Паразити»     | Перемога  | [ 18 ]   |